# Copa RS de Futebol Americano de 2019
A Copa RS de Futebol Americano de 2019, também conhecida como IV Copa RS de Futebol Americano, é a quarta edição desta competição de Futebol Americano envolvendo equipes do estado do Rio Grande do Sul.